# مفاعل دفعات متتابعة

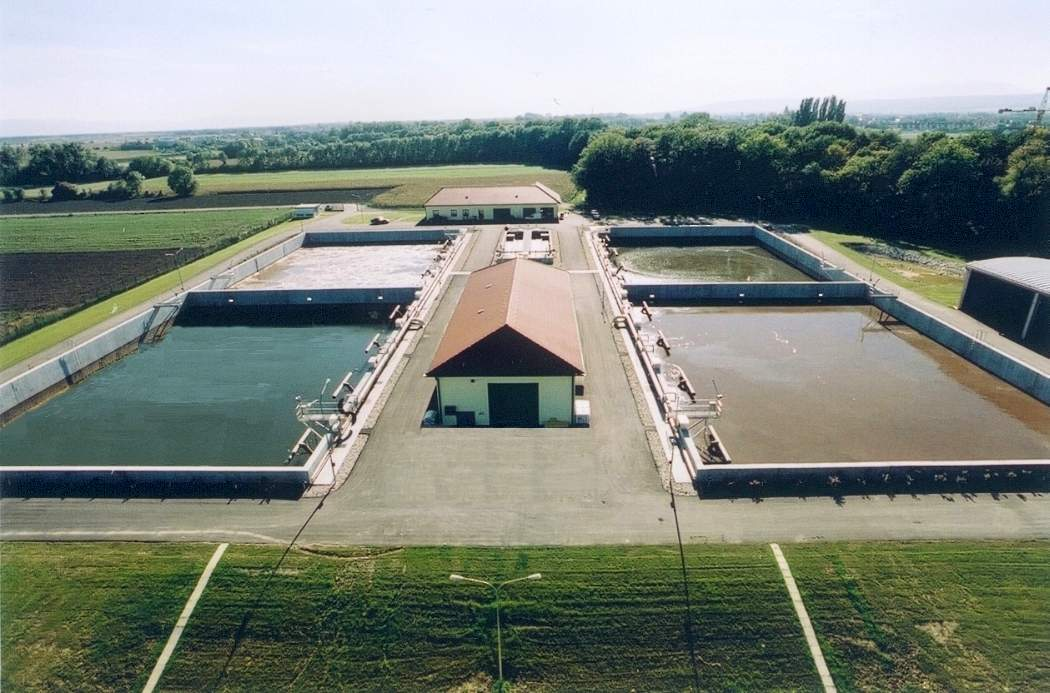

المفاعل الدفعي المتتابع أو مفاعل الدفعات المتتابعة خزان تحويل يستعمل في معالجة الصرف الصحي والصناعي. يمرر الأكسجين خلال السائل في فقاعات، لتخفيض طلب الأكسجين الكيميائي وطلب الأكسجين البيوكيميائي، ما يجعل الناتج قابلا للصرف إلى المياه السطحية وللاستعمال في التربة.